# 200 m féminin à la Ligue de diamant 2012
Navigation
2011
L'épreuve du 200 mètres féminin de la Ligue de diamant 2012 se déroule du 19 mai au 7 septembre 2012. La compétition fait successivement étape à Shanghai, Eugene, Oslo, Paris, Londres, Stockholm et Bruxelles.

## Calendrier
| Date               | Meeting             | Ville     | Pays        |
| ------------------ | ------------------- | --------- | ----------- |
| 19 mai 2012        | Golden Grand Prix   | Shanghai  | Chine       |
| 2 juin 2012        | Prefontaine Classic | Eugene    | États-Unis  |
| 7 juin 2012        | Bislett Games       | Oslo      | Norvège     |
| 6 juillet 2012     | Meeting Areva       | Paris     | France      |
| 13-14 juillet 2012 | London Grand Prix   | Londres   | Royaume-Uni |
| 17 août 2012       | DN Galan            | Stockholm | Suède       |
| 7 septembre 2012   | Mémorial Van Damme  | Bruxelles | Belgique    |

## Résultats
| Date | Meeting                   | 1er                             | 1er   | 2e                            | 2e    | 3e                             | 3e    |
| --- | ------------------------- | ------------------------------- | ----- | ----------------------------- | ----- | ------------------------------ | ----- |
| 19 mai 2012 | Shanghai vent : +2,8 m/s  | Veronica Campbell-Brown 22 s 50 | 4 pts | Carmelita Jeter 22 s 62       | 2 pts | Blessing Okagbare 22 s 71      | 1 pt  |
| 2 juin 2012 | Eugene vent : +0,8 m/s    | Allyson Felix 22 s 23           | 4 pts | Jeneba Tarmoh 22 s 62         | 2 pts | Blessing Okagbare 22 s 63 (PB) | 1 pt  |
| 7 juin 2012 | Oslo vent : +1,5 m/s      | Murielle Ahouré 22 s 42 (NR)    | 4 pts | Abiodun Oyepitan 22 s 71 (SB) | 2 pts | Charonda Williams 22 s 75      | 1 pt  |
| 6 juillet 2012 | Paris vent : 0,0 m/s      | Murielle Ahouré 22 s 55         | 4 pts | Bianca Knight 22 s 64         | 2 pts | Charonda Williams 22 s 70 (SB) | 1 pt  |
| 13-14 juillet 2012 | Londres vent : -0,5 m/s   | Charonda Williams 22 s 75       | 4 pts | Anneisha McLaughlin 22 s 81   | 2 pts | Bianca Knight 23 s 00          | 1 pt  |
| 17 août 2012 | Stockholm vent : 0,0 m/s  | Charonda Williams 22 s 82       | 4 pts | Bianca Knight 22 s 86         | 2 pts | Mariya Ryemyen 22 s 94         | 1 pt  |
| 7 septembre 2012 | Bruxelles vent : +0,1 m/s | Myriam Soumaré 22 s 63          | 8 pts | Anneisha McLaughlin 22 s 70   | 4 pts | Charonda Williams 22 s 74      | 2 pts |
| Records et Performances - AR : Record continental (area record) - CR : Record des championnats (championship record) - MR : Record du meeting (meet record) - NR : Record national (national record) - OR : Record olympique (olympic record) - PR : Record paralympique (paralympic record) - PB : Record personnel (personal best) - SB : Meilleure performance personnelle de la saison (season's best) - WL : Meilleure performance mondiale de l'année (world leader) - WJR : Record du monde junior (world junior record) - WR : Record du monde (world record) Circonstances et Conditions - DNF : N'a pas terminé (did not finish) - DNS : N'a pas pris le départ (did not start) - DQ : Disqualification (disqualification) - NM : Aucun essai valable enregistré (No Mark) - Q : Qualifié « directement » au prochain tour (ou à la prochaine compétition), lors d'une compétition majeure, grâce au classement ou à la réalisation des minima (automatic qualifier) - q : Qualifié au prochain tour (ou à la prochaine compétition), lors d'une compétition majeure, grâce au repêchage ou à la réalisation de l'une des meilleures performances parmi celles des « non qualifiés directement » (grâce au meilleur temps ou à la meilleure distance par exemple) (secondary qualifier) |                           |                                 |       |                               |       |                                |       |

## Classement général
| Rang | Athlète             | Points |
| ---- | ------------------- | ------ |
| 1    | Charonda Williams   | 12 pts |
| 2    | Myriam Soumaré      | 8 pts  |
| 3    | Anneisha McLaughlin | 6 pts  |
| 4    |                     |        |
| 5    |                     |        |